# 肖利琼
肖利琼（1970年—），湖南怀化人，汉族，中华人民共和国政治人物、第十一届全国人民代表大会湖南地区代表。
毕业于湖南科技大学行政管理专业，是中共党员。担任衡阳电业局客户服务中心95598客户服务部经理。2008年起担任全国人大代表。